# One Day at a Time (Em's Version)
One Day at a Time (Em's Version) è un singolo postumo del rapper statunitense 2Pac, pubblicato nel 2004 ed estratto dall'album di colonna sonora Tupac: Resurrection. 
Il brano vede la partecipazione di Eminem e del gruppo Outlawz.

## Tracce
1. One Day at a Time (Em's Version) (with Eminem featuring Outlawz) (Clean Version) – 3:46
2. One Day at a Time (Em's Version) (with Eminem featuring Outlawz) (Dirty Version) – 3:46
3. One Day at a Time (Em's Version) (with Eminem featuring Outlawz) (Instrumental) – 3:46